# Don't Say You Love Me (canción de m2m)
«Don't Say You Love Me» (del español: No digas que me amas) es el primer sencillo de la banda pop noruega M2M grabada en 1999 para su álbum debut Shades of Purple, esta fue escirta por Marion Raven y Marit Larsen acompañadas de Peter Zizzo y Jimmy Bralower, la canción también fue incluida en la banda sonora de la película Pokémon The First Movie: Mewtwo Strikes Back. El sencillo fue todo un éxito en los Estados Unidos llegando al n.º 2 de la lista de los sencillos más vendidos del Billboard en ese país, también llegó al nº21 en el Billboard Hot 100 y fue certificado por la RIAA como oro con ventas superiores a las 700.0000 copias, la canción también fue usada en series de televisión estadounidenses como Beverly Hills 90210 y Felicity. La canción tuvo dos versiones con una diferencia casi imperceptible, una para la película y la segunda para el álbum.

## Vídeo musical
El video fue grabado durante tres días en Los Ángeles, California y fue dirigido por Nigel Dick, el video muestra a las chicas en un autocine con Marion cantando dentro de un automóvil púrpura acompañada de un chico y a Marit cantando fuera del automóvil con una guitarra roja. Se lanzaron dos versiones del vídeo: una promocionando la película Pokémon The First Movie: Mewtwo Strikes Back que mostraba escenas de dicha película en la pantalla del cine y otra en la que en la pantalla se mostraban escenas de las chicas cantando.

## Compactos promocionales
| Australian CD single. 1. "Don't Say You Love Me" (movie version) - 3:46 2. "If Only Tears Could Bring You Back" - Midnight Sons - 4:03 3. "Mewtwo Strikes Back Score" - 4:51 - Enhanced Section US single 1. "Don't Say You Love Me" (album version) – 3:46 2. "The Feeling Is Gone" (non-album bonus track) – 3:16 (Marion Raven, Marit Larsen) US single 1. "Don't Say You Love Me" (movie version) – 3:46 2. "Mewtwo Strikes Back Score" - 4:51 US Maxi-CD 1. "Don't Say You Love Me" (Tin Tin Out Remix) – 3:33 2. "Don't Say You Love Me" (Lenny Bertoldo Radio Mix) – 3:01 3. "Don't Say You Love Me" (acoustic version) – 3:15 4. "Don't Say You Love Me" (album version) – 3:46 | Japanese Maxi-CD 1. "Don't Say You Love Me" (album version) – 3:46 2. "Don't Say You Love Me" (Tin Tin Out Remix) – 3:33 3. "Don't Say You Love Me" (acoustic version) – 3:15 4. "The Feeling Is Gone" – 3:16 5. "Don't Say You Love Me" (karaoke version) – 4:06 European Maxi-CD 1. "Don't Say You Love Me" (album version) – 3:46 2. "The Feeling Is Gone" – 3:16 3. "Don't Say You Love Me" (acoustic version) – 3:15 |  |

## Comportamiento en listas
| Lista (2000)                                                   | Posición más alta |
| -------------------------------------------------------------- | ----------------- |
| Australia, ARIA Singles Chart                                  | 4                 |
| Bélgica (Flandes) Singles Chart                                | 31                |
| Bélgica (Valonia) Singles Chart                                | 37                |
| Canadá, Digital Sales Chart                                    | 12                |
| Dutch Top 40                                                   | 16                |
| Finnish Singles Chart                                          | 10                |
| Syndicat National de l'Édition Phonographique                  | 60                |
| Lista alemana de sencillos                                     | 80                |
| Asociación Mexicana de Productores de Fonogramas y Videogramas | 2                 |
| Nueva Zelanda RIANZ Singles Chart                              | 4                 |
| Lista VG de Noruega                                            | 2                 |
| Suecia, Singles Chart                                          | 17                |
| Suiza, Singles Chart                                           | 76                |
| Corea del Sur, Singles Chart                                   | 1                 |
| UK Singles Chart                                               | 16                |
| U.S. Billboard Hot 100                                         | 21                |
| U.S. Billboard Latin Tropical/Salsa Airplay Chart              | 40                |
| U.S. Billboard Latin Pop Airplay Chart                         | 40                |
| U.S. Billboard Singles Sales                                   | 5                 |